# アンドレイ・マルコフ
アンドレイ・アンドレエヴィチ・マルコフ（ロシア語: Андре́й Андре́евич Ма́рков, ラテン文字転写: Andrey (Andrei) Andreyevich Markov, 1856年6月14日 - 1922年7月20日、日付はいずれも新暦）は、ロシアの数学者。特に確率過程論に関する業績で知られる。彼の研究成果は、後にマルコフ連鎖として知られるようになった。
同じアンドレイ・アンドレエヴィチ・マルコフという名前を持つ彼の息子（1903年 - 1979年）もまた著名な数学者であり、構成的数学や再帰関数論の発展に寄与した。

## 経歴
アンドレイ・アンドレエヴィチ・マルコフは、リャザンの森林管理局長を勤めていたアンドレイ・グリゴールヴィチ・マルコフと、その最初の妻であったナジェージダ・ペトローヴナ・マルコワの息子として、リャザンの地で生まれた。
1860年代の初め、父アンドレイ・グリゴールヴィチはサンクトペテルブルクに転居し、王女エカテリーナ・アレクサンドローヴナ・ヴァルヴァチェヴァの資産管理者となった。
マルコフの最初の学校生活は、1866年、サンクトペテルブルク第5グラマースクールに入学した時に始まった。この頃から既に、彼は高等数学に強い興味を持っていた。グラマー・スクール在学中の17歳の時に、彼はヴィクトール・ブニャコフスキー、アレクサンドル・コルキン、イェゴール・ゾロタレフといった数学者に対して、線形常微分方程式の全く新しい解法を提案しており、その結果コルキンの学生らが集ういわゆる「コルキンの土曜日」に招待された。1874年に学校を卒業すると、彼はサンクトペテルブルク大学で物理数学の研究を始めた。
彼が師事した教員にはユリアン・ソホツキー（微分法、高等代数学）、コンスタンチン・ポッセ（解析幾何学）、イェゴール・ゾロタレフ（積分法）、パフヌティ・チェビシェフ（数論、確率論）、アレクサンドル・コルキン（常／偏微分方程式）らがいる。
1877年、彼は『連分数法を用いた微分方程式の積分と方程式{\displaystyle (1+x^{2}){\frac {dy}{dx}}=n(1+y^{2})}への応用』という問題に対する驚異的な解法が評価され、金メダルを授与された。翌年、彼は選抜試験に合格し、講師職を得る準備のために大学に残った。
1880年春、マルコフはコルキンとゾロタレフの勧めにより、修士論文『正の行列式を持つ二元二次形式について』を提出した。
その5年後、1885年1月に、彼は博士論文『代数的連分数のいくつかの応用について』を提出した。
彼の教育面での仕事は、修士号を得た後の1880年秋に始まった。彼は私講師として、微積分の講義を行った。後に彼は解析学の入門講座、確率論（1882年に退職したチェビシェフの後任）、差分法などの講義を受け持った。1895/96年から1905年まで彼はさらに微分法の講義も担当した。
博士の学位を取得して1年後、1886年に彼は特任教授に指名され、さらに科学アカデミー会員にも推挙された。ブニャコフスキーの死後、1890年にはアカデミーの特別メンバーとなった。1894年には母校サンクトペテルブルク大学で、（通常の）教授職を得ることができた。
1896年には、チェビシェフの後継としてアカデミーの一般メンバーに推挙された。1905年に彼はmerited professor となり退職の権利を得たが、彼はすぐにそれを行使した。とは言え、彼は1910年まで差分法の講義を続けた。
1908年、学生運動との関連により、サンクトペテルブルク大学の教授・講師は彼らの学生を監視するよう命じられた。マルコフは最初にこの命令を拒否し、なぜ彼が「支配者の代理人」となることを拒否するのかの説明文を著した。マルコフは大学でこれ以上教育を続けることを拒否され、結局大学からは完全に退職することになった。
1913年、サンクトペテルブルク大学の評議会は9人の科学者を名誉会員として推挙した。マルコフもその中に含まれていたが、教育省は彼の推薦を認めなかった。しかしそのわずか4年後、1917年の2月革命の後に、推薦は認められることになった。マルコフは教壇に戻り、1922年に死去するまで確率論と差分法の講義を続けた。

## 業績

### 確率論
マルコフはパフヌティ・チェビシェフおよびアレクサンドル・リャプノフとともに、ロシアにおける確率論研究のよき伝統をつくった。
確率論における、マルコフの最も重要な業績は、今日マルコフ過程として知られる確率過程の研究である。
マルコフは、ロシアの作家プーシキンの小説『エヴゲーニイ・オネーギン』を素材に，文章中に現れる文字間のつながりについての統計的な分析を行った。そして文字の系列などのように事象が相次いで起こるときに、各事象の起こる確率がそれに先行する事象の影響を受ける場合を考察する必要があることを見出し、マルコフ過程の概念を導入した。
マルコフ過程の理論は、現代の確率過程論の一部分として、時間的に変化する確率的現象を扱う物理学、工学、オペレーションズ・リサーチ、生物学、社会科学などに広く応用される。
　

### 解析学
ロシアの大数学者と同様、マルコフは解析の分野でも多くの業績を残している。マルコフの書いた論文の3分の1以上が解析学に関するもので、連分数、関数空間の極値問題、直交多項式、微分方程式など多くの問題を解いた。

### 数論
数論分野についてマルコフの論文は15本と少ないが、この分野の欠かすことのできない重要な仕事を含んでいる。その多くはマルコフの修士論文から派生するものである。